# Lucendro (formaggio)
Il lucendro è un formaggio di latte bovino pastorizzato tipico della regione svizzera del Canton Ticino. Il suo sapore è particolarmente gradevole, ed ha profumo intenso. Prodotto in luoghi di montagna, è provvisto di crosta, ed è costituito da pasta particolarmente morbida, di color giallo chiaro. La stagionatura media è di circa 30 giorni, ma essa può essere allungata se si desidera un gusto più deciso.